# Potenza Picena
Potenza Picena is een gemeente in de Italiaanse provincie Macerata (regio Marche) en telt 15.217 inwoners (31-12-2004). De oppervlakte bedraagt 47,6 km², de bevolkingsdichtheid is 320 inwoners per km².

## Geografie
De volgende frazioni maken deel uit van de gemeente: Montecanepino, Porto Potenza Picena, San Girio
Potenza Picena grenst aan de volgende gemeenten: Civitanova Marche, Montecosaro, Montelupone, Porto Recanati, Recanati.

## Demografie
Potenza Picena telt ongeveer 5487 huishoudens. Het aantal inwoners steeg in de periode 1991-2001 met 6,8% volgens cijfers uit de tienjaarlijkse volkstellingen van ISTAT.
| Jaar | Inwoneraantal |
| ---- | ------------- |
| 1991 | 13.602        |
| 2001 | 14.524        |